# Macronemurus fictus
Macronemurus fictus är en insektsart som först beskrevs av Navás 1913.  Macronemurus fictus ingår i släktet Macronemurus och familjen myrlejonsländor. Inga underarter finns listade i Catalogue of Life.